# 我想和你唱 (第三季)
《我想和你唱》第三季，是中国大陆湖南卫视于2018年第二季度推出的一档週五黄金档音乐互动综艺节目，接档节目《歌手2018》。节目依旧由《我想和你唱》系列节目制作人王琴及其团队打造，并依旧由汪涵、韩红联合主持，音乐总监为中国大陆音乐人赵兆，首期节目于2018年4月2日在湖南大众传媒职业技术学院录制，并于2018年4月28日首播。歌曲版权由腾讯音乐娱乐集团独家取得，并通过旗下的QQ音乐、酷狗音乐、酷我音乐联合发行。
本季节目的台湾播映权由中天电视购得，中天综合台于2019年4月20日起每週六20:00播出，5月11日起改为每週六22:00播出，播出顺序与原版略有不同。

## 赛制

### 赛制详情
第三季的赛制将在互动性和音乐性上作出全新升级，并新增「Call Out」、「十秒同框合唱」与「想唱KTV」三个星素互动环节。每週将有一位明星上传自己的合唱征集视频，观众可通过全民K歌及战略合作平台（友唱、K米、全民K歌自助店）参与视频合唱，还可以通过韩束官方微博、抖音APP、新浪微博、网易新闻客户端、宝声科技、湖南交通电台、年代音乐电台、荔枝FM等平台参与报名。节目组会从该明星的参与者中选出几十位（至少20—30位，包括明星本人于「Call Out」环节亲自电话邀请的三位参与者）来到现场，每位参与者拥有十秒钟的时间与明星同框合唱。十秒同框合唱环节过后，现场将会宣布六位进入第一轮互动，之后进入30秒同框合唱环节（与前两季的3对1合唱环节类似，不同之处在于参与该环节的素人嘉宾数由三位增至六位，而选曲与合唱征集视频中的选曲也不一定相同）。30秒同框合唱环节过后，六位素人嘉宾将进入第二轮互动，即「想唱KTV」环节，之后明星将会从六位当中选择两位作为演唱搭档候选人（第十二期改为由鉴客团成员推荐两位作为演唱搭档候选人），并分别与两位候选人进行「一对一圆梦合唱」环节的彩排。彩排结束后，明星将会从两位候选人当中最终选择一位作为派对的演唱搭档，并完成最终的一对一圆梦合唱。此外，派对主人韩红在本季也将与每期的音乐大来宾共同完成音乐上的合作。
从第三期开始，原有的30秒同框合唱环节改为60秒同框合唱。在该环节中，六位素人嘉宾将分为两组并分别与当期的音乐大来宾共同完成一首经典曲目。

### Call Out环节
本赛季在正式录制之前新增「Call Out」环节。音乐大来宾提前一天抵达录制现场后，将从自己的参与者中随机选出三位，并向他们发出电话邀约，邀请他们于24小时内抵达录制现场，与自己一起嗨唱。

### 想唱KTV环节
本环节中，明星与参与者将会像朋友一样一起唱卡拉OK，并互相分享自己的KTV保留曲目。

## 节目列表
注：
1. 图例：标示红色者表示进入30/60秒同框合唱环节，标示橙色者表示被歌手选中（或被鉴客团成员推荐）作为演唱搭档候选人并进入一对一圆梦合唱的彩排环节，标示绿色者表示彩排结束后被歌手最终确定为演唱搭档并进入一对一圆梦合唱环节，标示下划线者表示该素人嘉宾为Call Out环节中的受邀者，素人嘉宾姓名及演唱曲目所在环节右上角的数字表示60秒同框合唱环节中的出场组别。
2. 除非特别注明，否则30秒同框合唱环节选曲与合唱征集视频中的选曲相同。

### 第一期
- 錄製日期：2018年4月2日

| 我想和你唱第三季 第一期 2018年4月28日 主持人：汪涵、韩红 鉴客团成员：李维嘉、沈梦辰、金志文、汪苏泷、杨迪、冉高鸣、任胤菘、刘羿 | | |
| 歌手 | 素人嘉宾 | 演唱曲目 |
| 蔡依林 | 米 热、张大杰、唐祁山、兰西雅 郎东哲、丹尼尔、宫翊诚、苏子辰 阿依齐瓦尔、成 成、韩仲宇＆韩伯宇、宗 鸣 艾德鹏、林思帆、板 板、马瑜蔓＆帕哈丁·帕尔哈提 蔡定琨＆郭志广、小 麦、杜鑫艳、陈建吉 十秒同框合唱环节中无独唱部分：孙崚翎、侯放 | 《日不落》（合唱视频征集） 《今天你要嫁给我》（十秒同框合唱） 《布拉格广场》（30秒同框合唱） 《我》（一对一圆梦合唱） |
| 其他环节： - 开场曲：韩红、蔡依林《舞孃》 - 想唱KTV： - 蔡依林《青春修炼手册》（TFBOYS） - 丹尼尔《看我72变》 - 阿依齐瓦尔《Price Tag》（Jessie J） - 郎东哲《带你去旅行》（校长） - 宫翊诚《舞孃》 - 杜鑫艳《洋葱》（杨宗纬） - 蔡定琨＆郭志广《泰国恰恰》（黄明志、Bie The Ska） | | |

### 第二期
- 錄製日期：2018年4月16日

| 我想和你唱第三季 第二期 2018年5月4日 主持人：汪涵、韩红 鉴客团成员：李维嘉、沈梦辰、金志文、汪苏泷、杨迪、冉高鸣、任胤菘、刘羿 | |                                                                                    |
| 歌手 | 素人嘉宾 | 演唱曲目                                                                           |
| 王 源 | 陈芃瑄、不齐舞团、林雅晞 李国淼、米 粒、陈 琦 童 童、李可意＆李可心、小魚乾組合 齐浩然＆曾韦谛、戴 鑫、谭茗月＆潘玉娥＆林浩 马 威、蒋立辰、艾 月 卡 麦、维莉莎、吴香蕉＆陈桃子 郭士博、黄凌志、李芳卿 | 《十七》（合唱视频征集） 《我们的时光》（十秒同框合唱） 《骄傲》（一对一圆梦合唱） |
| 其他环节： - 开场曲：韩红、王源《小屁孩儿》（韩红） - 想唱KTV： - 王源《我们不一样》（大壮） - 米粒《自己》（李玟） - 小魚乾組合《远走高飞》（金志文） - 陈芃瑄《第一天》（孙燕姿） - 马威《海芋恋》（萧敬腾） - 维莉莎《I Will Always Love You》（Dolly Parton） - 陈琦（ft. 逆行者樂队）《渴望光荣》（王宝强、刘昊然、张丰毅、袁弘、郭晓东、杜海涛） | |                                                                                    |

### 第三期
- 錄製日期：2018年5月2日

| 我想和你唱第三季 第三期 2018年5月11日 主持人：汪涵、韩红 鉴客团成员：李维嘉、沈梦辰、金志文、汪苏泷、杨迪、冉高鸣、任胤菘、侯朋岩 | | |
| 歌手 | 素人嘉宾 | 演唱曲目 |
| 王力宏 | 多 雷1、朱璐璐2、何智宇＆陈子奇＆何宗洋＆汤婧 陈 洪、张 玫1、洛 英 胡晨依＆徐怡欣＆黄凰＆郭芳、曾彭飙、曾执恒 陆恩馨、李佳丹1＆李宏、石绍文＆谭川川＆聂锦涛 王浩丞2、王雪＆黄婷＆谭宇＆马也、王晓炜 十秒同框合唱环节中无独唱部分：杨娟＆徐鹏、徐熙宇2 | 《大城小爱》（合唱视频征集） 《改变自己》（十秒同框合唱） 《盖世英雄》（60秒同框合唱1） 《落叶归根》（60秒同框合唱2） 《Forever Love》（一对一圆梦合唱） |
| 其他环节： - 开场曲：韩红、王力宏《心中的日月》 - 想唱KTV： - 王力宏《老鼠爱大米》（王启文） - 张玫《给你一点颜色》（谭维维） - 王浩丞《Julia》 - 徐熙宇《唯一》 - 多雷《海草舞》（萧全） - 朱璐璐《体面》（） - 李佳丹《摇滚怎么了！！》 | | |

### 第四期
- 錄製日期：2018年4月17日

| 我想和你唱第三季 第四期 2018年5月18日 主持人：汪涵、韩红 鉴客团成员：李维嘉、沈梦辰、金志文、汪苏泷、杨迪、冉高鸣、任胤菘、刘羿 | | |
| 歌手 | 素人嘉宾 | 演唱曲目 |
| 莫文蔚 | 西 彬、安禹然、李 明 黄亮辉、孙 石、李 轶 林 可、张鑫磊＆严柏文＆伍翠华、杨晓蕾 陈 梦、魏承希＆邓敏、郑家兴 葛金鹰、张旻华、姜东来＆卢凯丹 李杨赵、杨良嵘、梅晓非、潘 洪 | 《盛夏的果实》（合唱视频征集） 《爱我的请举手》（十秒同框合唱） 《如果没有你》（30秒同框合唱） 《爱》（一对一圆梦合唱） |
| 其他环节： - 开场曲：韩红、莫文蔚《爱情》 - 想唱KTV： - 莫文蔚《採紅菱》（江南民歌） - 张旻华《忽然之间》 - 陈梦《玫瑰人生》（法语／） - 林可《电台情歌》 - 杨晓蕾《慢慢喜欢你》 - 黄亮辉《一生所爱》（粤语／卢冠廷） - 张鑫磊《花房姑娘》（崔健） | | |

### 第五期
- 錄製日期：2018年5月3日

| 我想和你唱第三季 第五期 2018年5月25日 主持人：汪涵、韩红 鉴客团成员：李维嘉、沈梦辰、金志文、汪苏泷、杨迪、冉高鸣、任胤菘、侯朋岩 | | |
| 歌手 | 素人嘉宾 | 演唱曲目 |
| 凤凰传奇 | 赵大紫1、陈知远2、刘江宁 图 拉1、王文＆牧莉佳＆何赛赛＆胡丽萍 文 杰、胡 越、那梦竹 锅 锅、三 丫、刘一扬2 程远鹏＆冯山、林珈含2、王韡龙＆李学远＆纪钰婷 仲浩林、刘智宇、张 悦 赵星＆韩露1、伊罗西 | 《郎的诱惑》（合唱视频征集） 《感到幸福你就拍拍手》（十秒同框合唱） 《自由飞翔》（60秒同框合唱1） 《大声唱》（60秒同框合唱2） 《荷塘月色》（一对一圆梦合唱） |
| 其他环节： - 开场曲：韩红、凤凰传奇《月亮之上》 - 想唱KTV： - 凤凰传奇《来吧》（韩红） - 赵大紫《感觉自己是巨星》（毛不易） - 刘一扬《最炫民族风》 - 林珈含《维多利亚的秘密》（张惠妹） - 赵星＆韩露《刚好遇见你》（李玉刚） - 图拉《等爱的玫瑰》 - 陈知远《路灯下的小姑娘》（邓洁仪） | | |

### 第六期
- 錄製日期：2018年5月16日

| 我想和你唱第三季 第六期 2018年6月1日 主持人：汪涵、韩红 鉴客团成员：李维嘉、沈梦辰、金志文、汪苏泷、杨迪、冉高鸣、任胤菘、侯朋岩 | | |
| 歌手 | 素人嘉宾 | 演唱曲目 |
| 张 | 王浩＆李苏霖＆李连威、程 祺、张如＆张意2 刘 飞1、魏梦婷、王 超1 祝康笠、梁 璐、 李劢涵、陈 骞1、王玥＆王小丽＆吴湘婷 郭 乐、刘佳琪2、寻 镠、曹秋艺2 李岳峻＆庄丽娜、张巨人＆杨霞、兰玉芬＆梁文韬 | 《最美的太阳》（合唱视频征集[a]） 《看月亮爬上来》（十秒同框合唱） 《勿忘心安》（60秒同框合唱1） 《他不懂》（60秒同框合唱2） |
| 其他环节： - 开场曲：《仰望星空》 - 想唱KTV： - 张杰《粉红色的回忆》（施筱龄） - 王超《Better Man》（Robbie Williams） - 刘佳琪《当你》（王心凌） - 刘飞《菠萝菠萝蜜》（谢娜） - 曹秋艺《红色高跟鞋》（蔡健雅） - 陈骞《一场游戏一场梦》（王杰） - 张如＆张意《夜空中最亮的星》（逃跑计划） | | |

^  a. 一对一圆梦合唱环节选曲与合唱征集视频中的选曲相同

### 第七期
- 錄製日期：2018年5月15日

| 我想和你唱第三季 第七期 2018年6月8日 主持人：汪涵、韩红 鉴客团成员：李维嘉、李莎旻子、金志文、汪苏泷、杨迪[a]、冉高鸣、任胤菘、侯朋岩 | | |
| 歌手 | 素人嘉宾 | 演唱曲目 |
| 田馥甄 | 王佳妮2＆王涛、林懿宗、李伟策 边瑞哲2、潘杭苇1、常 子 张言诺、陈石悦1、刘明振 吴剑峰、姚筱筱、吴彪＆蓝子健＆冯源＆龙瑞 翁奕杰2、邹念慈1、何七月 梁婧＆张猛、郑印灏＆毛小兔、陈虹伊＆余鑫达＆鞠玉进 | 《小幸运》（合唱视频征集） 《To Hebe》（十秒同框合唱） 《花花世界》（60秒同框合唱1） 《你就不要想起我》（60秒同框合唱2） 《寂寞寂寞就好》（一对一圆梦合唱） |
| 其他环节： - 开场曲：韩红、田馥甄《魔鬼中的天使》 - 想唱KTV： - 田馥甄《旧梦》（彭佳慧） - 陈石悦《精舞门》（罗志祥） - 潘杭苇《又见炊烟》（邓丽君） - 翁奕杰《放一颗心》（杜德伟） - 邹念慈《Dreams》（The Cranberries） - 边瑞哲《你是我心爱的姑娘》（汪峰） - 王佳妮《小幸运》 | | |

^  a. 亦参与十秒同框合唱环节

### 第八期
- 錄製日期：2018年5月30日

| 我想和你唱第三季 第八期 2018年6月15日 主持人：汪涵、韩红 鉴客团成员：李维嘉、沈梦辰、金志文、劉欣然、冉高鸣、任胤菘、侯朋岩 | | |
| 歌手 | 素人嘉宾 | 演唱曲目 |
| 华晨宇 | 闇鴻麟2、邱宇坤、夏翰清2 肖 恩、紫涵＆张文璇、宋秉轩＆宋存轩 冉滨豪1、鄢 浩、王若卉2 柳清清＆罗佳＆王肖肖、凯 撒、庄羽蓁 蓝健玮、王贝宁、刘 宪1 武 斌、段颖南＆陈贵奔＆高靖佳＆毛诚相、可 儿 龚杰尉1、李敏＆黄议莹、陈 珂 | 《国王与乞丐》（合唱视频征集） 《我管你》（十秒同框合唱） 《齐天》（60秒同框合唱1） 《微光》（60秒同框合唱2） 《Here We Are》（一对一圆梦合唱） |
| 其他环节： - 开场曲：《拆弹专家》 - 想唱KTV： - 闇鴻麟《伤心的人别听慢歌》（五月天） - 王若卉《》（西班牙语／） - 龚杰尉《轰炸》（韦礼安） - 冉滨豪《悟空》（戴荃） - 刘宪《To Be Free》 - 夏翰清《致青春》（王菲） - 华晨宇（ft. 六位素人）《向天再借五百年》（韩磊） | | |

### 第九期
- 錄製日期：2018年6月11日

| 我想和你唱第三季 第九期 2018年6月22日 主持人：汪涵、韩红 鉴客团成员：李维嘉、沈梦辰、金志文、汪苏泷、劉欣然、冉高鸣、任胤菘、侯朋岩 | | |
| 歌手 | 素人嘉宾 | 演唱曲目 |
| 吴亦凡 | 莫娜＆王薇、安孜然、木 秦1 肖颖＆唐日辉、高紫旗2、瘦 瘦 李丘池＆雷琪琪＆浦泽心、图力古日1 郑 多2、杨馥羽、谢丹妮 华梦娜1、陈昱彤＆陈新新、张冰妮 芷萱儿＆李程莉、沈瞳珈2、阿比达 卡 罗、韩 彬 | 《想你》（合唱视频征集[a]） 《从此以后》（十秒同框合唱） 《花房姑娘》（60秒同框合唱1） 《Like That》（60秒同框合唱2） |
| 其他环节： - 开场曲：韩红、吴亦凡 《天地》 - 想唱KTV： - 吴亦凡《你把我灌醉》（黄大炜） - 图力古日《Lullaby》（吴亦凡、Kevin H. Shin） - 木秦《三年二班》（周杰伦） - 高紫旗《天堂》（腾格尔） - 郑多《时间煮雨》（郁可唯） - 沈瞳珈《听妈妈的话》（周杰伦） - 华梦娜《爱你》（王心凌） | | |

^  a. 一对一圆梦合唱环节选曲与合唱征集视频中的选曲相同

### 第十期
- 錄製日期：2018年6月12日

| 我想和你唱第三季 第十期 2018年6月29日 主持人：汪涵、韩红 鉴客团成员：李维嘉、沈梦辰、金志文、汪苏泷、杨迪、靳梦佳、冉高鸣、侯朋岩 | | |
| 歌手 | 素人嘉宾 | 演唱曲目 |
| 李 健 | 栾 麒2、高扬＆张琛、古 依 周一＆严雯君2、徐军＆徐块块＆万维娴、王骏飞 芝 麻、伊丽娜、刘书含 徐均朔1、肖雨函1、刘宇轩＆姚雅婷＆蒋飔＆刘予培 刘维建2、张领领＆周孜作、单依纯1 容金龙＆付蕊＆赵婉如、夏天妮、刘紫涵 | 《传奇》（合唱视频征集[a]） 《风吹麦浪》（十秒同框合唱） 《贝加尔湖畔》（60秒同框合唱1） 《深海之寻》（60秒同框合唱2） |
| 其他环节： - 开场曲：《向往》 - 想唱KTV： - 李健《一生中最爱》（粤语／谭咏麟） - 徐均朔《假如爱有天意》（韩成民） - 刘维建《致姗姗来迟的你》（阿肆、林宥嘉） - 单依纯《绒花》（李谷一） - 肖雨函《情歌》（陈珊妮） - 栾麒《爱你》（陈芳语） - 严雯君《南海姑娘》（艺云） | | |

^  a. 一对一圆梦合唱环节选曲与合唱征集视频中的选曲相同

### 第十一期
- 錄製日期：2018年6月25日

| 我想和你唱第三季 第十一期 2018年7月6日 主持人：汪涵、韩红 鉴客团成员：李维嘉、沈梦辰、汪苏泷、靳梦佳、冉高鸣、任胤菘、侯朋岩 | | |
| 歌手 | 素人嘉宾 | 演唱曲目 |
| 梁静茹 | 刘一墨1、聂 玫、孔 硕1 曼达＆陈浩玮、王艳翠1、康子奇 赵立娟、陈柠柠2、伍志勋 熊豪＆张逸人、骆岭＆杜思雨＆魏怡璇＆李征、孟子添 张璇＆丁嫣然、张伟＆赵燕秋、周鑫彤 蔡可汶2、柳程驭2、黄铭＆尤箭 瞿灿＆张珊珊＆刘冰冰、胡文涛＆冯四方＆高一鸣＆李成阳 | 《暖暖》（合唱视频征集） 《小手拉大手》（十秒同框合唱） 《可惜不是你》（60秒同框合唱1） 《崇拜》（60秒同框合唱2） 《勇气》（一对一圆梦合唱） |
| 其他环节： - 开场曲：《爱你不是两三天》 - 想唱KTV： - 梁静茹《追光者》（岑宁儿） - 孔硕《凡人歌》（李宗盛） - 蔡可汶《会呼吸的痛》 - 王艳翠《问》（陈淑桦） - 刘一墨《我在人民广场吃炸鸡》（阿肆） - 陈柠柠《夜夜夜夜》（齐秦） - 柳程驭《宁夏》 | | |

### 第十二期
- 錄製日期：2018年6月27日

| 我想和你唱第三季 第十二期 2018年7月13日 主持人：汪涵、韩红 鉴客团成员：李维嘉、沈梦辰、金志文、汪苏泷、杨迪、靳梦佳、冉高鸣、侯朋岩                                                                                                 | | |
| 歌手 | 素人嘉宾 | 演唱曲目 |
| 林俊杰 | 陈蓝杰2、李颢媛、潘 莹 朱林圣、李 恒、尉婧姝1 朵朵＆果果、余孟轩、王雪萌 于婧＆安娜、ACEMAX-RED1、爱新觉罗·媚1 邱 宇、李雅琪、苏 阳2 阿拉丁＆安赛尔、胡高翔、竞超2 朱 晨、戴与菱＆李锦广＆袁一山＆林泽琨 十秒同框合唱环节中无独唱部分：罗琦霞、刘振环、黄仁俊、胡江华 | 《江南》（合唱视频征集） 《小酒窝》（十秒同框合唱） 《因你而在》（60秒同框合唱1） 《修炼爱情》（60秒同框合唱2） 《不为谁而作的歌》（一对一圆梦合唱） |
| 其他环节： - 开场曲：韩红、林俊杰《飞云之下》 - 想唱KTV： - 林俊杰《普通朋友》（陶喆） - ACEMAX-RED《不潮不用花钱》 - 苏阳《那些你很冒险的梦》 - 尉婧姝《Cinderella》 - 陈蓝杰《一千年以后》 - 爱新觉罗·媚《她说》 - 竞超《醉赤壁》 | | |

## 争议
尽管节目组声称《我想和你唱》是一个帮助歌迷圆梦的舞台，且参与节目的素人嘉宾皆为来自平凡岗位上的普通人，然而在本季节目中却有多位素人嘉宾是《The Voice 决战好声》第一季的学员，例如在第一期节目中与蔡依林同台合唱的丹尼尔（奂仁战队四强）、第四期节目中与莫文蔚同台合唱的张旻华（豪华组合成员、丁当战队四强）、第五期节目中与凤凰传奇同台合唱的林珈含（曹格战队四强）、第七期节目中与田馥甄同台合唱的翁奕杰（曹格战队四强），以及在第八期节目中与华晨宇同台合唱的闇鴻麟和龚杰尉（前者为奂仁战队四强，后者为丁当战队四强）。此外，根据现场观众的描述，参与节目的素人嘉宾也并非全部都是歌迷，其中的大多数为节目组通过线下渠道海选产生，真正的歌迷屈指可数。

## 收视率
| 中国大陆 湖南卫视 首播收视率 |               |        |          |       |           |           |           |                                         |
| 集數                         | 播出日期      | CSM52  | CSM52    | CSM52 | CSM全国网 | CSM全国网 | CSM全国网 | 備註                                    |
| 集數                         | 播出日期      | 收視率 | 收視份額 | 排名  | 收視率    | 收視份額  | 排名      | 備註                                    |
| 1                            | 2018年4月28日 | 1.116  | 4.06     | 2     | 1.18      | 4.24      | 1         | 因频道特殊编排，本期节目于週六20:20播映 |
| 2                            | 2018年5月4日  | 0.816  | 2.95     | 4     | 1.02      | 3.72      | 2         |                                         |
| 3                            | 2018年5月11日 | 0.823  | 3.02     | 4     | 0.93      | 3.5       | 2         |                                         |
| 4                            | 2018年5月18日 | 0.744  | 2.82     | 5     | 0.83      | 3.21      | 2         |                                         |
| 5                            | 2018年5月25日 | 0.848  | 3.23     | 4     | 1.0       | 3.74      | 2         |                                         |
| 6                            | 2018年6月1日  | 0.713  | 2.67     | 4     | 0.86      | 3.27      | 2         |                                         |
| 7                            | 2018年6月8日  | 0.686  | 2.57     | 5     | 1.02      | 3.77      | 2         |                                         |
| 8                            | 2018年6月15日 | 0.597  | 2.09     | 6     | 1.03      | 3.69      | 2         |                                         |
| 9                            | 2018年6月22日 | 0.711  | 2.39     | 6     | 1.06      | 3.86      | 1         |                                         |
| 10                           | 2018年6月29日 | 0.865  | 3.24     | 4     | 0.99      | 3.89      | 2         |                                         |
| 11                           | 2018年7月6日  | 0.824  | 3.03     | 3     | 1.05      | 4.04      | 1         | 浙江《奔跑吧第二季》完结                |
| 12                           | 2018年7月13日 | 0.906  | 3.35     | 4     | 1.14      | 4.41      | 1         | 浙江《2018中国好声音》开播              |

1. 同时段或交叉时段主要节目：
  - 浙江卫视：《奔跑吧2》／《2018中国好声音》
2. 数据由广视索福瑞提供，调查范围为四岁以上之观众。
3. 以上收视排名不包括央视在内。
4. 资料来源：卫视这些事儿、卫视小露电、潇湘卧龙、湖南卫视官方微信（ID：happychina1997）。
5. 排名为週五晚间所有综艺节目的排名，并不一定为同一时段。

## 综艺节目的变迁
| 中国大陆 湖南卫视 每週五 20:20—22:00                    | 中国大陆 湖南卫视 每週五 20:20—22:00                     | 中国大陆 湖南卫视 每週五 20:20—22:00                   |
| ------------------------------------------------------- | -------------------------------------------------------- | ------------------------------------------------------ |
|                                                         | 我想和你唱（第三季） （2018年4月28日[a]—2018年7月13日）  |                                                        |
| 歌手2018（20:00—22:00） （2018年1月12日—2018年4月20日） | 幻乐之城（20:00—22:00） （2018年7月20日—2018年10月19日） |                                                        |
| 我想和你唱系列节目变迁                                  |                                                          |                                                        |
| 我想和你唱（第二季） （2017年4月29日—2017年7月15日）    | 我想和你唱（第三季） （2018年4月28日—2018年7月13日）     | 我想和你唱（第四季） （2023年3月3日[b]—2023年4月21日） |

| 新加坡 HUB都会台 每週五 20:20—22:00（与湖南卫视同步播出） · 4月28日 23:00—00:45（与湖南卫视同日播出） | 新加坡 HUB都会台 每週五 20:20—22:00（与湖南卫视同步播出） · 4月28日 23:00—00:45（与湖南卫视同日播出） | 新加坡 HUB都会台 每週五 20:20—22:00（与湖南卫视同步播出） · 4月28日 23:00—00:45（与湖南卫视同日播出） |
| --- | --- | --- |
| | 我想和你唱（第三季） （2018年4月28日—2018年7月13日）                                                  | |
| 歌手2018（20:00—22:00） （2018年1月12日—2018年4月20日）                                               | 幻乐之城（20:00—22:00） （2018年7月20日—2018年10月19日）                                              | |

| 美国 天下卫视旧金山台 每週五 21:00—22:45（PT）                     | 美国 天下卫视旧金山台 每週五 21:00—22:45（PT）           | 美国 天下卫视旧金山台 每週五 21:00—22:45（PT）                 |
| ------------------------------------------------------------------ | -------------------------------------------------------- | -------------------------------------------------------------- |
|                                                                    | 我想和你唱（第三季） （2018年4月28日—2018年7月13日）     |                                                                |
| 歌手2018（21:00—23:00） （2018年1月12日—2018年4月20日）            | 幻乐之城（21:00—23:00） （2018年7月20日—2018年10月19日） |                                                                |
| 美国 天下卫视国语一台、粤语二台、无线三台 每週五 21:00—22:45（PT） |                                                          |                                                                |
| 歌手2018（21:00—23:00） （2018年1月12日—2018年4月20日）            | 我想和你唱（第三季） （2018年4月28日—2018年7月14日[c]）  | 2018中国好声音（21:00—23:00） （2018年7月13日—2018年10月12日） |

| 马来西亚 Astro全佳HD 每週六 22:00—23:45（与湖南卫视同期播出） · 4月28日 22:50—00:30（与湖南卫视同日播出） · 6月2日 23:05—00:42 | 马来西亚 Astro全佳HD 每週六 22:00—23:45（与湖南卫视同期播出） · 4月28日 22:50—00:30（与湖南卫视同日播出） · 6月2日 23:05—00:42 | 马来西亚 Astro全佳HD 每週六 22:00—23:45（与湖南卫视同期播出） · 4月28日 22:50—00:30（与湖南卫视同日播出） · 6月2日 23:05—00:42 |
| --- | --- | --- |
| | 我想和你唱（第三季） （2018年4月28日—2018年7月14日）                                                                           | |
| 重播时段 | 同上 | |

| 臺灣 中天綜合台 每週六 20:00—21:30 · （5月11日起改为每週六22:00—23:30） | 臺灣 中天綜合台 每週六 20:00—21:30 · （5月11日起改为每週六22:00—23:30） | 臺灣 中天綜合台 每週六 20:00—21:30 · （5月11日起改为每週六22:00—23:30） |
| ----------------------------------------------------------------------- | ----------------------------------------------------------------------- | ----------------------------------------------------------------------- |
|                                                                         | 我想和你唱（第三季） （2019年4月20日—2019年7月6日）                     |                                                                         |
| 歌手2018 （2019年1月12日—2019年4月13日）                                | 2018中国好声音（22:00—00:00） （2019年7月13日—2019年10月26日）          |                                                                         |

- ^  a. 因频道特殊编排，首期节目于2018年4月28日（週六）20:20播出，及后恢复至每週五20:20播出。
- ^  b. 2月24日播出精编特别节目。
- ^  c. 2018年7月13日起，每週五21:00改播《2018中国好声音》，原每週五21:00的节目改为週六21:00播出。